# Angelli Spumante & Aperitive
SC Angelli Spumante & Aperitive SRL este unul din cei mai importanți comercianți de băuturi alcoolice din România, deținător al mărcii Angelli, lider pe piața de vin spumant și a aperitivelor. Compania a fost înființată în 1994 sub numele de Astese Production SRL. Compania a dispus de o fabrică proprie, situată în București, construită în 1999, cu capacitatea de producție de peste 80.000 de sticle pe zi, închisă în 2014.
La sfârșitul anului 2003, Astese Production devine parte integrantă a concernului german Henkell & Co. Înființat în anul 1832, grupul german Henkell & Co. este unul dintre cei mai importanți și renumiți producători de vin spumant din lume, având facilități de producție în Germania, Austria, Ungaria, Cehia, Slovacia, Polonia și Franța.
În anul 2009, Astese Production își schimbă denumirea în Angelli Spumante & Aperitive.
Vânzările companiei sunt de aproximativ 7 milioane sticle pe an (2007).
În anul 2007, compania deținea o cotă de piață pe segmentul vinurilor spumante și a cocktailurilor de fructe de 55% în volum și aproximativ 60% valoric.
Număr de angajați în 2007: 85
Cifra de afaceri:
- 2013: 11,5 milioane euro [3]
- 2006: 15 milioane euro [2]